# Єжи Цвек
Єжи Казімєж Цвек (пол. Jerzy Kazimierz Ćwiek; 12 жовтня 1930, Машна — 6 квітня 2014, Пясечно) — польський генерал часів ПНР, столичний комендант громадянської міліції у 1976—1983 роках, начальник Головного митного управління у 1985—1990 роках. Провідник репресивної політики воєнного стану. У Третій Речі Посполитій засуджено за митні махінації.

## Міліцейська кар'єра
Народився у сільській сім'ї з гміни Тересін. У 1950 році вступив на службу до міністерства громадської безпеки. Пройшов навчання у міліцейській школі Слупська. У 1952 році призначений до центрального апарату — головної комендатури громадянської міліції. Перебував у розпорядженні головного коменданта генерала Конажевського. З 1947 року перебував в урядущій компартії ПРП, з 1948 року — у ПОРП.
Єжи Цвек служив у Бюро головної комендатури боротьби з економічними злочинами. Зробив кар'єру міліції по даній лінії, у 1972—1974 роках обіймав посаду директора Бюро. У 1974—1976 роках — заступник головного коменданта генерала Яницького.
10 грудня 1976 року Єжи Цвек у званні генерала бригади змінив генерала Фріделя на посаді столичного коменданта — начальника міліції Варшави. За посадою перебував у керівному органі Варшавського комітету ПОРП.

## Столичний комендант
У серпні 1980 року Польщу охопив масовий страйковий рух. Влада змушена була укласти Серпневі угоди з міжзаводськими страйковими комітетами та погодитися на створення незалежної профспілки Солідарність. Генерал Цвек примикав до «партійного бетону» у керівництві МВС. Був супротивником «Солідарності», підтримував жорстку лінію першого секретаря Варшавського комітету Станіслава Кочелека. Протидіяв створенню незалежної профспілки співробітників громадянської міліції.
13 грудня 1981 року у Польщі було введено воєнний стан. На посаді московського коменданта генерал Цвек був активним провідником репресій. У його підпорядкуванні знаходилися управління СБ полковника Пшановського та формування ЗОМО підполковника Залевського. Варшавська комендатура затримувала й інтернувала активістів «Солідарності», розганяла акції протесту, вела розшук підпільників.
У своїх звітах початку 1982 року Цвек із тривогою відзначав відродження нелегальних груп «Солідарності» на промислових підприємствах Варшави. Характеризував як політичного супротивника також католицьку церкву. Міністр внутрішніх справ генерал Кіщак і начальник СБ МВС генерал Цястонь вимагали не лише придушення підпілля, а й формування лояльних до режиму громадських організацій, зокрема профспілок. Цвек розпорядився використати з цією метою інформаторів МВС. Результати виявилися більш ніж скромними, що викликало невдоволення Цястоня. Комендатурі не вдавалося ліквідувати варшавське підпілля «Солідарності», заарештувати Збігнєва Буяка та Віктора Кулерського, подолати систему конспірації, створену Евою Кулик, покінчити з нелегальними виданнями. Радикальні групи опору «Солідарні» Теодора Клінцевича та Пьотра Ізгаршева здійснювали акції атакувального характеру.
3 травня 1982 року підпорядкована Цвеку столична міліція, перш за все ЗОМО, відіграла основну роль у придушенні масових протестів, організованих підпільною «Солідарністю». Внаслідок розгонів демонстрацій у Варшаві загинули троє людей. Масштабні зіткнення протестувальників з міліцією відбулися у столиці також 16 й особливо 31 серпня 1982 року — найбільші протестні акції за час воєнного стану.

## Заступник головного коменданта
1 лютого 1983 року Єжи Цвек залишив посаду столичного коменданта (його змінив полковник Клосовський) і перейшов до центрального апарату МВС. До 1985 року Цвек обіймав посаду заступника головного коменданта генерала Бейма. Наглядав за станом у Варшаві та столичному регіоні Мазовше. На цей період припала загибель Гжегожа Пшемика, жорстоко побитого у варшавському міліцейському комісаріаті. Генерал Цвек брав участь у фабрикації версії, яка перекладала відповідальність на невинних працівників швидкої допомоги.
Двічі відряджувався у СРСР, один раз на Кубу. Потім близько п'яти років очолював Головне митне управління. Остання посада Цвека — директор Бюро паспортів МВС з лютого до липня 1990 року.

## Відставка та смерть
Нова страйкова хвиля 1988 року, Круглий стіл та вибори 1989 року, створення некомуністичного уряду Тадеуша Мазовецького змінили суспільно-політичний устрій Польщі. ПОРП відсторонили від влади, ПНР перетворилася на Третю Річ Посполиту. 31 липня 1990 року Єжи Цвека відправили у відставку.
У 1997 році Цвек постав перед Державним трибуналом за звинуваченням в економічному злочині — порушенні правил ввезення алкоголю під час перебування начальником митниці. Його визнали винним і засудили до позбавлення виборчого права строком на п'ять років.
Помер Єжи Цвек у віці 83 років. Співчуття сім'ї висловили колишні підлеглі столичної комендатури. Плани поховання «комуністичного генерала» на Військових Повонзках, цвинтарі польських героїв, викликали різкі протести.